# Anton Golotsutskov
Anton Sergeyevich Golotsutskov, em russo: Антон Сергеевич Голоцуцков, (Leninsk-Kuznetsky, 28 de julho de 1985) é um ginasta russo que compete em provas de ginástica artística.
Anton fez parte da equipe russa que disputou os Jogos Olímpicos de Pequim, em 2008, China.

## Carreira
Iniciando no desporto aos seis anos de idade, disputou seu primeiro evento aos doze, vencendo o Europeu Júnior. Em 2002, aos quatorze anos, entrou para a equipe nacional, disputando assim o primeiro evento internacional.
Em 2006, Anton participou da etapa de São Paulo da Copa do Mundo. Nela, conquistou a medalha de prata na final do salto, superado pelo romeno Marian Dragulescu, medalhista de ouro. Ainda em 2006, no Campeonato Europeu de Vólos, o ginasta classificou-se individualmente para a final do salto e solo. No salto, somou 16,237 pontos, insuficientes para subir ao pódio, encerrando com a quarta colocação; no solo, terminou com 15,600 pontos, superando o romeno Dragulescu, medalhista de prata. Na prova coletiva, fora novamente medalhista de ouro; os romenos e bielorrussos completaram o pódio dessa edição. No compromisso seguinte,- a etapa de Glasgow de Copa do Mundo -, Anton fora medalhista de bronze na disputa do salto sobre a mesa.
Em 2007, o ginasta disputou o Europeu de Amsterdã, que só contou com as provas individuais. Nele, foi quinto colocado na disputa do solo, e medalhista de ouro no salto. No Moscow Stars, fora medalhista de ouro no solo e bronze no salto, o polonês Leszek Blanik, conquistou a medalha de ouro. Ainda em 2007, disputou o Campeonato Mundial de Stuttgart,- que serviria de classificação para as Olimpíadas de 2008, o ginasta não foi a nenhuma final individual, apenas terminou em sétimo na disputa coletiva. No ano posterior, competindo no Europeu de Lausanne, Anton fora a final dos exercícios de solo; somando 15,700 pontos, terminou com a medalha de ouro. Por equipes, conquistou novamente o ouro, superando a equipe alemã e romena, prata e bronze, respectivamente. No Moscow Stars, conquistou o ouro no salto, somando 16,362 pontos. Em agosto, em sua primeira aparição olímpica, nos Jogos Olímpicos de Pequim, Anton participou da prova coletiva, encerrando na sexta colocação. Classificado para as finais do salto e solo. No salto, somou 16.475, e favorecido pelo erro do romeno Marian Dragulescu, conquistou a medalha de bronze, superado pelo francês Thomas Bouhail, e pelo polonês Leszek Blanik. No solo, novamente favorecido com a falha de Marian e do brasileiro Diego Hypólito, novamente conquistou o bronze; o espanhol Gervasio Deferr foi prata, e o chinês Zou Kai, conquistou o ouro.
Abrindo o calendário competitivo de 2009, participou do Campenato Europeu de Milão, terminando apenas em quinto no salto sobre a mesa. Em outubro do mesmo ano, Anton disputou o Mundial de Londres,- que não contou com a prova coletiva. Nele, o ginasta foi novamente medalhista de bronze no salto, em prova vencida pelo romeno Marian Dragulescu.

## Principais resultados
| Ano  | Evento                                    | AA               | Equipe           | Solo              | Cavalo com alças | Argolas          | Salto sobre o cavalo | Barras paralelas | Barra fixa |
| ---- | ----------------------------------------- | ---------------- | ---------------- | ----------------- | ---------------- | ---------------- | -------------------- | ---------------- | ---------- |
| 2002 | Campeonato Europeu (júnior)               | Medalha de prata | Medalha de ouro  |                   |                  | Medalha de prata |                      |                  |            |
| 2006 | Copa do Mundo - Gent                      |                  |                  | Medalha de prata  |                  |                  | Medalha de ouro      |                  |            |
| 2006 | Campeonato Europeu                        |                  | Medalha de ouro  | Medalha de ouro   |                  |                  | 4º                   |                  |            |
| 2006 | Copa do Mundo - Glasgow                   |                  |                  |                   |                  |                  | Medalha de bronze    |                  |            |
| 2006 | Copa do Mundo - São Paulo                 |                  |                  |                   |                  |                  | Medalha de prata     |                  |            |
| 2007 | Campeonato Europeu                        |                  |                  | 5º                |                  |                  | Medalha de ouro      |                  |            |
| 2007 | Copa do Mundo - Moscou                    |                  |                  | Medalha de ouro   |                  |                  | Medalha de bronze    |                  |            |
| 2007 | Campeonato Mundial de Ginástica Artística |                  | 7º               |                   |                  |                  |                      |                  |            |
| 2008 | Campeonato Europeu                        |                  | Medalha de ouro  | Medalha de ouro   |                  |                  | 4º                   |                  |            |
| 2008 | Jogos Olímpicos                           |                  | 6º               | Medalha de bronze |                  |                  | Medalha de bronze    |                  |            |
| 2008 | Copa do Mundo - Madrid                    |                  |                  |                   |                  |                  | Medalha de bronze    |                  |            |
| 2009 | Campeonato Europeu                        |                  |                  | 5º                |                  |                  |                      |                  |            |
| 2009 | Copa do Mundo - Moscou                    |                  |                  | Medalha de prata  |                  |                  | Medalha de ouro      |                  |            |
| 2009 | Campeonato Mundial de Ginástica Artística |                  |                  |                   |                  |                  | Medalha de bronze    |                  |            |
| 2010 | Campeonato Mundial de Ginástica Artística |                  | 6º               |                   |                  |                  | Medalha de prata     |                  |            |
| 2011 | Campeonato Europeu                        |                  |                  | Medalha de bronze |                  |                  | Medalha de bronze    |                  |            |
| 2011 | Campeonato Mundial de Ginástica Artística |                  | 4º               |                   |                  |                  | Medalha de prata     |                  |            |
| 2012 | Campeonato Europeu                        |                  | Medalha de prata |                   |                  |                  |                      |                  |            |